# ألفريدو بريث تشنيكي
ألفريدو مارثيلو بريث تشينكي (بالإسبانية: Alfredo Bryce Echenique)‏ كاتب بيرواني، ولد في ليما في 19 أغسطس عام 1939  يُعتبر خالق الشخصية الرئيسية في أمريكا اللاتينية وفي أوروبا، وتتميز شخصياته بالتناقضات ووصفها الدائم للعالم المحيط بها، مشهور بروايات عدة مثل عالم من أجل خوليوس، حياة مارتن رومانيا المترفة، لا أتوقع في أبريل، فيما تعتبر البستان المغلق من أهم أعماله. تلقى تعليمه في ليما، وكون جدة الأكبر رئيساً لبيرو ساعده ذلك على أن يُكمل تعليمه في مدرسة بريطانية في ليما وهي مدرسة سان بول. وفي عام 1964 انتقل إلى أوروبا واستقر في باريس، ثم عاد إلى برشلونة عام 2002 ، وبعد ثلاث سنوات نشر الجزء الثاني لكتابه ضد الذكريات تحت مُسمى السماح بالشعور وحصل تشنيكي على جائزة فيل الأدبية في اللغات الرومانسية عام 2012، وجائزة الكوكب عام 2002 عن حديقة حبيبتي، والجائزة الوطـنـيـة للرواية عام 1998، والجائزة الوطـنـيـة للآداب عام 1972.رغم أنه ناجح جداً في حياته العلمية إلا إنه فشل كثيراً في حياته الزوجية.

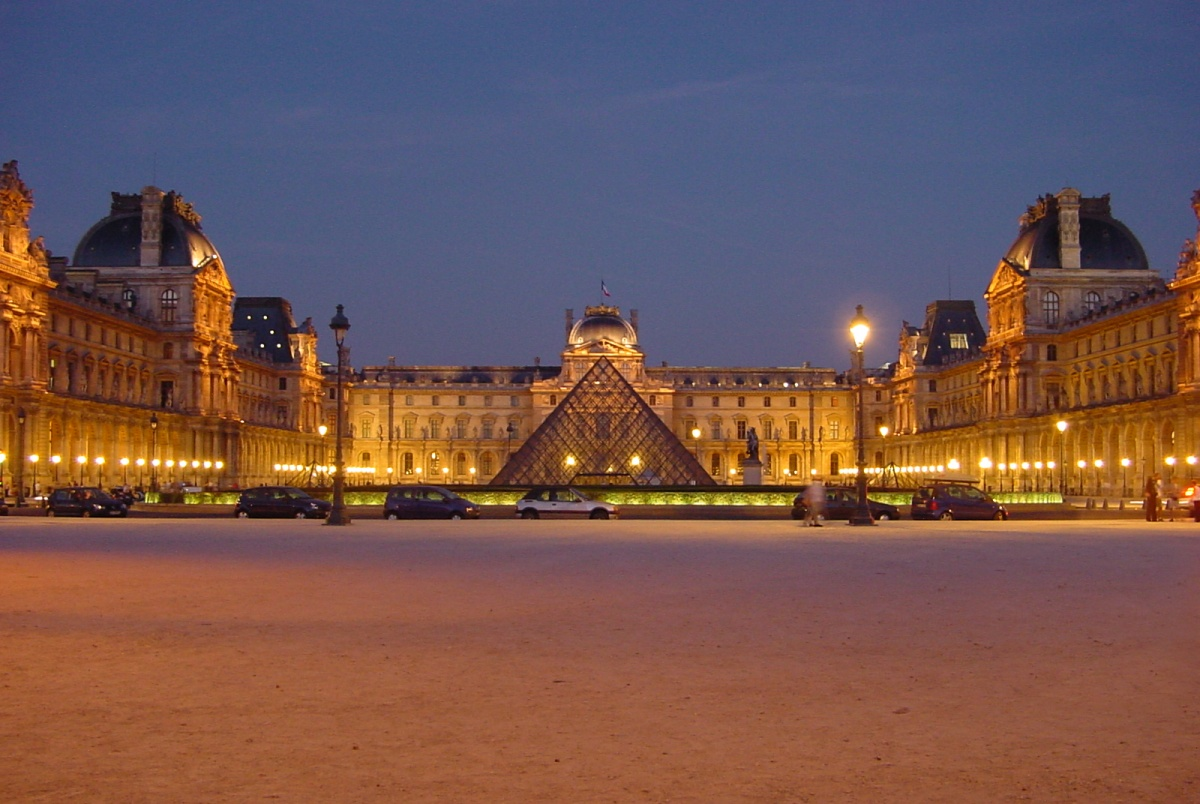
باريس حيث استقر بريث تشنيكي

## حيـاتـه

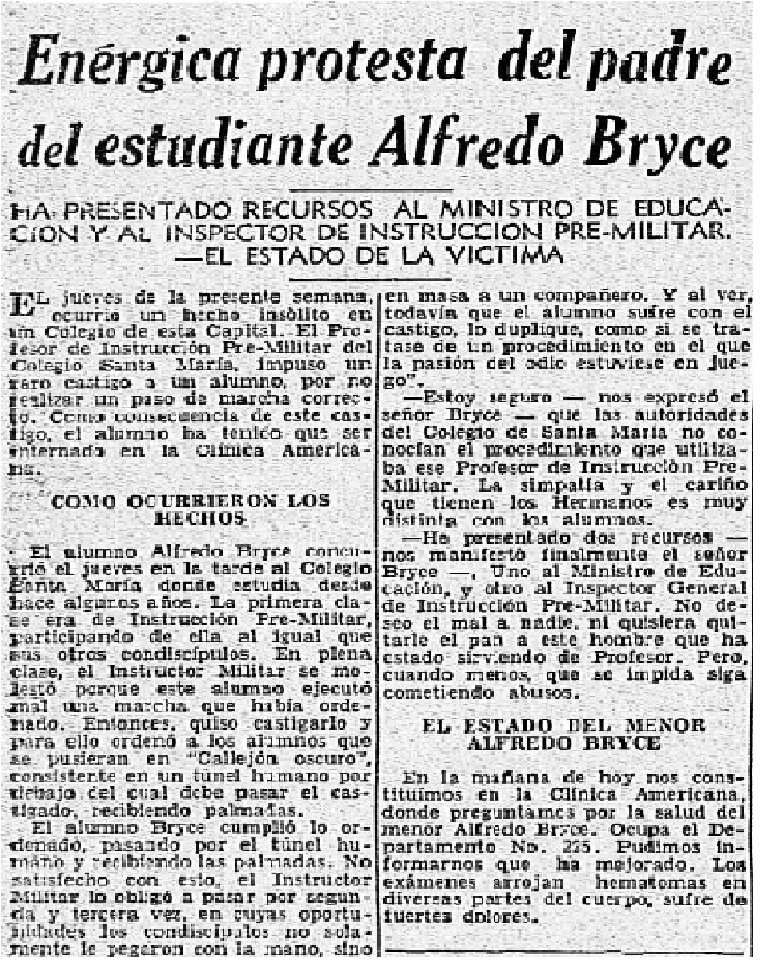
بيان صحفى بعد الحادث الذي وقع في نقابة سانتا ماريا عام 1958

وُلد ألفريدو بريث تشنيكي بين عائلة بارزة من محاسبين، والديه هما فرانسسكو بريث أروسبيدى وإيلينا تشنيكي باسومبريو دى بريث. وكانت أخته كليمنتينا بريث تشنيكي متزوجة من فرانييكو ايجاتوا روفيرا وهو مؤسس ومصمم وصحفى في أكبر صحيفتين في بيرو وهما اويجا (1948-1995) وكاراتاس (1950). وفي عام 1851 كان جده الأكبر خوسيه روفينو تشنيكي  رئيساً لبيرو. تلقى تعليمه في الأوليغاركيه في ليما. أنهى تعليمه الابتدائي في قلب الطاهرة، فيما قضى تعليمه الثانوى في سانتا ماريا. وبعد وقوع حادث في المدرسة التي كان من المفترض أن تكون مستشفى، إنضم إلى سان بول(مدرسة بريطانية في ليما). وفي عام 1957 دخل الجامعة الوطنية الكبرى دى سان ماركوس وأنهى دراسته في القانون، وحصل على درجة الدكتوراه في الأدب عام 1977. وقد تزوج بريث تشنيكي من ثلاث سيدات وهم (ماغي ريفيا، بيلار دي فيغا مارتينيز، آنا شافيث مونتويا) وفشل زواجه معهن وتزوج من سيدة أخرى تُدعى (تيرى ينثا)كانت تصغره بحوالى 32 عاماً ولكن فشل زواجه معها أيضاً.

### السفــر والإقـامــة في أوروبـا
في عام 1964 سافر في منحة دراسية إلى فرنسا لمده عام للدراسة في جامعة السربون وتخرج متخصصاً في الأدب الفرنسى الكلاسيكى عام 1965 والأدب المعاصر عام 1966 وحصل أيضاً على ماجيستير في آداب إيطاليا واليونان وألمانيا من جامعة فينسينس عام 1975 وقرر البقاء في أوروبا.

إيطاليا حيث حصل على الماجيستير في الآداب

وفي عام 1999 عاد لبيرو ولكن لفترة وجيزة وغادر البلاد قبل أحداث سياسية هامة في هذا الوقت.وعلى الرغم من أنه يقضى فترات طويلة في موطنه الأصلي إلا إنه أستقر في إسبانيا. وسافر إلى برشلونة في عام 2002 وبعد ثلاث سنوات نشر الجزء الثاني لكتابه ضد الذكريات تحت اسم السماح بالشعور الذي ندد فيه تحول بيرو وأعلن فيه تشنيكي عن الأتباع الأرجنتينيين (خوليو كوتازار - مانويل بويج) والبيروانيين (خوليو رامون ريبيارو- ثيسار باياخو) لأنهم قدموا وأنتجوا عالم المشاعر والمزاج في فترة كانت فيها مواضيع أدب أمريكا اللاتينية قليلة جداً.
وقد عمل استاذاً في عدة جامعات وهم:- نانتير والسربون وفينسينس ومونتبيير وييل وأوستين وبورتووريكو... إلخ. وقد ألقى محاضرات وقدم عروضاً في مؤتمرات الأدباء في الأرجنتين وبلغاريا وكندا وكوبا وإسبانيا والولايات المتحدة الأمريكية وفرنسا وإيطاليا والمكسيك وبيرو وبورتوريكو والسويد وفينزويلا.
منذ بداية المرحلة الثانية من اويجا(إحدى أكبر الصحف في بيرو في ذلك الوقت) عام 1962 بدأ ألفريدو بريث تشنيكي سلسة صحفية تعاونية أنتهت في أغسطس 1995 عند إغلاق المجلة بسبب المضايقات والضرائب الحكومية التي أصدرتها حكومة فوخيموري الديكتاتورية. ومن هذا التعاون بينه وبين المجلة يمكننا معرفة جوانب كثيرة من شخصية بريث مثل موقفه ضد الديكتاتورى ة وموقفه ضد الانتهاكات. وإصراره على نشر الحقيقة كما هي، جعله يُلقب بالطفل الشقى كاسم شخصية رئيسية لواحدة من أعماله.

### قضيـــة سـرقــة المقــالات
كان بريث تشنيكي محط أنظار النقاد في العقد الأول من هذا القرن بسبب فضيحة متعلقة بسرقة مقالات من الصحف، في 9 يناير عام 2009 حكمت عليه المحكمة الإدارية البيروانية بغرامة مالية قدرها 1775000 سول أي حوالى 42000 دولار وذلك بسبب سرقته لحوالى 19 نص من 15 كاتب رغم أن العديد منها ظهر في وسائل الإعلام الإسبانية مثل سيرخى باميس التي نشرت في فانجواديا وأُخرى نُشرت في مجلة إكستريمادورا. نظراً للإتهامات الملفقة حاول بريث تشنيكي إثبات أنه قد تم نشر المقالات بدون إذنه ونفى أيضاً تأليف أي منهم ويعتبر هذا بمثابة اعتراف بالسرقة الأدبية ولكن غير رسمي. وأعلن للصحافة بعد حصوله على جائزة فيل بأنه أسترجع مبلغ الغرامة المالية  ولكن صرح مصدر مسئول بأنه لم يتم إعادة الغرامة كما قال بريث. ورغم كل هذه الإتهامات هناك أكثر من 100 كاتب بيروانى يتضامنون مع بريث في هذه الأزمة. وأدت هذه القضية أو الفضيحة بمعنى أصح إلى الشكوك في جائزة فيل الأدبية في اللغات الرومانسية.
عندما حصل بريث على الجائزة حدث خلاف كبير بين الكتاب المشهورين"نتيجة حصول ألفريدو على جائزة فيل". مؤرشف من الأصل في 2016-03-05. مثل فرناندو دل باسو وبين لجنة التحكيم وأنتقدهم بشدة بحجة أنه لا يمكن منح الجائزة إلى مؤلف قد تمت إدانته في قضية سرقة مقالات بينما وقف كثير من الكتاب مع بريث مثل خورخى فولبى عندما نفى بريث تأليف أي من المقالات المسروقة مبرراً بقوله أن:-
((بريث تعرف على رواياته)) .

## مقتطفـات من حيـاتـه الأدبيـــة

أعطى له الألم على الحزن

في 2 يوليو عام 2012 في فندق نادى البلدة بليما عرض أعطي له الألم على الحزن  وذلك استناداً على حياة جده المحاسب فرانسسكو تشنيكي بريث. هذه الرواية من الممكن أن تكون آخر ما كتبه ألفريدو وأيضاً تعتبر واحدة من أشهر عشركتب على مستوى العالم:-
((لقدكتبت رواية أخرى لا يمكن أن نعرفها على وجه التحديد ولكن ما يلى هو الُمجلد الثالث لذكرياتى.والعنوان مصدره كيبيدو مكان الشيخوخة أُعلنت هذه المسألة للجمهور عام 2011 أثناء كتابتى لها في منزل على الشاطئ يسمى توتوريتاس)) .
و في عام 1994 ترجمت أعماله إلى عدة لغات، وتعرف على صديق قبل وفاته يُدعى خوليو رامون ريبيرو.كان يُعتبر بريث تشنيكى ي بمثابة معلم لخوليو رامون ريبيرو. يوجد تشابه بين أسلوبه وأسلوب بريث لذلك يعتبر ذكره مهم في حياة ألفريدو.

## أســلوبــــه
بالنسبة للرواية عند بريث تشنيكي فهي متنوعة ما بين الوهم والشوق والبشاعة ويتم تصوير هذه الروايات بأشخاص جذاية تائهة في عالم واسع وسط مشاهد مرة مضحكة ومرة ساخرة وأخرى حنونه. يعتبر بريث تشنيكي هو سيد الكلمات حيث يسيطر عليها ويعيد إنشائها ويعطيها معانى جديدة. الفكاهة لديه مسلم بها في أمريكا اللاتينية كما في أوروبا.كل ما قدمه من أعمال مليئه بشخصيات كان يعرفها معرفة شخصية.ويتفق الكاتب مع النقاد الذين قالوا أن الأربع مواضيع الأساسية لأعماله هي الحب والوحدة والسعادة والمرض (وتحديداً الأكتئاب). المقالات التي تم جمعها في الفترة مابين الشعور بالوحدة والحب من المفترض أن تكون على حد قوله:-
((التأمل العميق هو سبب حرق كتبى وهو أيضاً ما أعتبره من الأربع تجارب الأساسية لتكون إنساناً، أدبى ينبع من إعجابى. الكاتب ما هو إلا شخص كثير الإعجاب، وصعوبة التعبير عن المشاعر تؤدى إلى تمزيق الأفكار والفقرات)).

## جـــوائــز وأوسمـــة
- جائزة كاسا دى لاس أمريكاس

جائزة كاسا دى لاس أمريكاس

- - تُمنح سنوياً في مدينة هافانا بكوبا منذ عام 1960. كانت تسمى في الأصل المسابقة الأدبية في إسبانيا عام 1960 ثم أصبحت المسابقة الأدبية لأمريكا اللاتينية في عام 1964 وأخيراً اكتسبت الاسم الحالى.ومنذ عام 1960 يُعتبر (الشعر والقصص القصيرة والروايات والمسرحيات والمقالات) هي المواضيع الأساسية للجائزة.ولكن ليس بالضرورة منح الجائزة كل عام في كل الفروع أو الفئات الأساسية.حصل عليها بريث تشنيكي عن البستان المغلق عام 1968.[22]
- الجائزة الوطنية للآداب
  - في يوم 9 نوفمبر عام 1942 عندما كان خوان أنطونيو ريوس دون رئيساً على تشيلى سن قانون بإنشاء الجائزة وهي طريقة من خلالها يتم تقدير الكُتاب والمؤلفين من قبل الدولة، والأدب التشيلى يملك سجلاً مميزاً وإسهامات كثيرة في الثقافة الوطنية، وحصل عليها ألفريدو بريث عن عالم من أجل خوليوس عام 1972.[23]
- جائزة أفضل رواية أجنبية في فرنسا عن عالم من أجل خوليوس عام 1974.[24]
- وسام شمس بيرو
  - كانت تُسمى في البداية وسام الشمس. هي واحدة من أكبر جائزتين تعطيها الحكومة البيروانية لمواطنيها وللأجانب الذين برعوا في مجال معين مثل (الأدب - الفن- الثقافة - السياسة) في بيرو.[25] حصل عليها بريث تشنيكي بسبب رفضه لحكومة فوخيموري وقناعاته الديمقراطية.

.
- الجائزة الوطنية للرواية

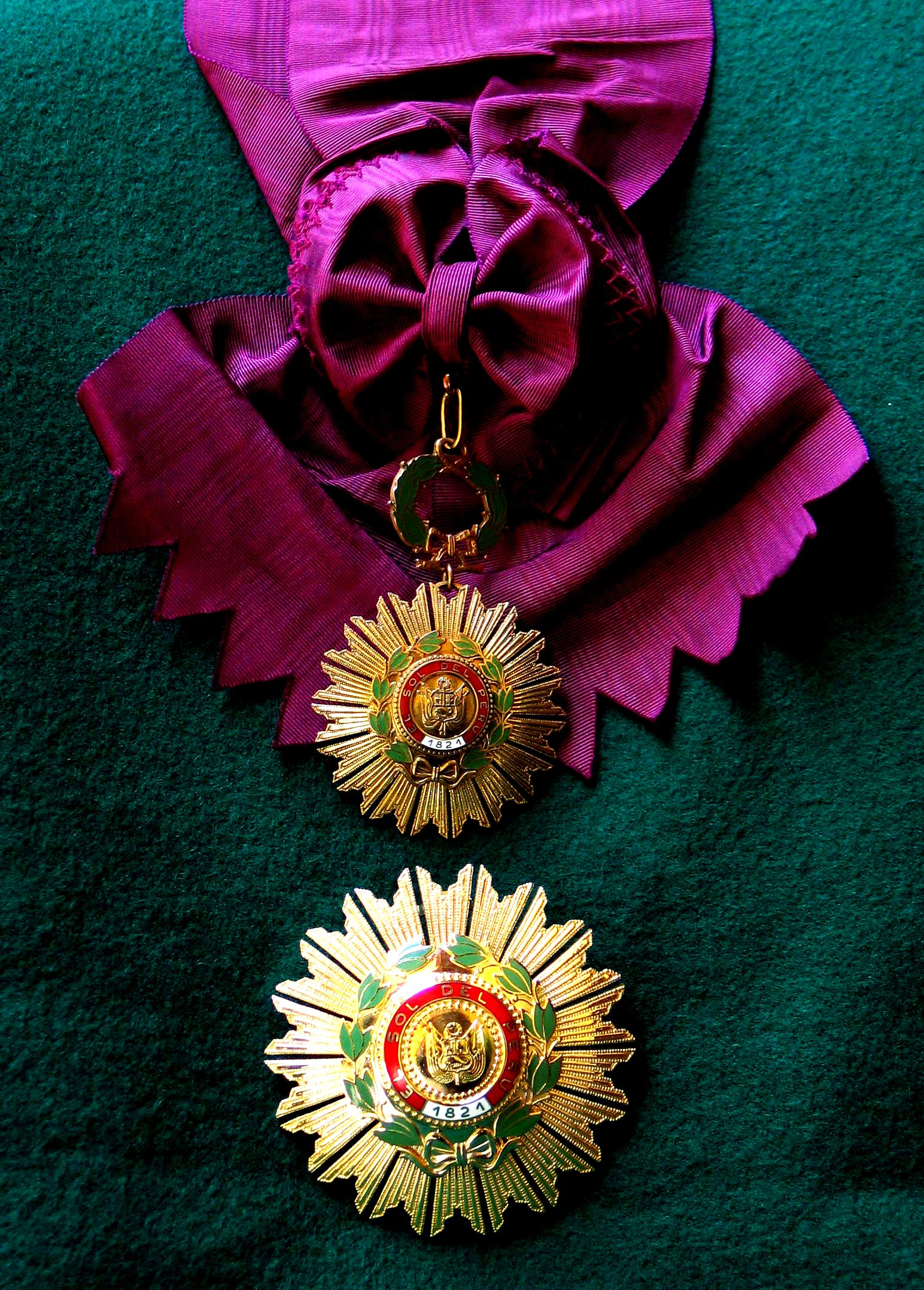
وسام شمش بيرو

  - هي جائزة تُمنح سنوياً في فئة السرد أو القص وذلك منذ فترة طويلة من قِبل وزارة الثقافة في إسبانيا.[26] وحصل عليها بريث عن مجرم الليلة عام 1998.
- جائزة الكوكب
  - هي جائزة تُمنح للناشرين عن الأعمال الأدبية في برشلونة. وكانت تُمنح في إسبانيا عام 1952 عن أفضل عمل غير منشور تم اختياره من قبل المحررين. تم إنشاؤها على يد خوسيه مانويل لارا هيرنانديز، وحصل عليها ألفريدو بريث تشنيكي عن حديقة حبيبتى عام [27] 2002.

- 'جائزة جرينثانى كافور'[28]

جائزة الكوكب

  - هي جائزة أدبية إيطالية تأسست عام 1982.حصل عليها عن التهاب اللوزتين عند طرزان عام 2002.

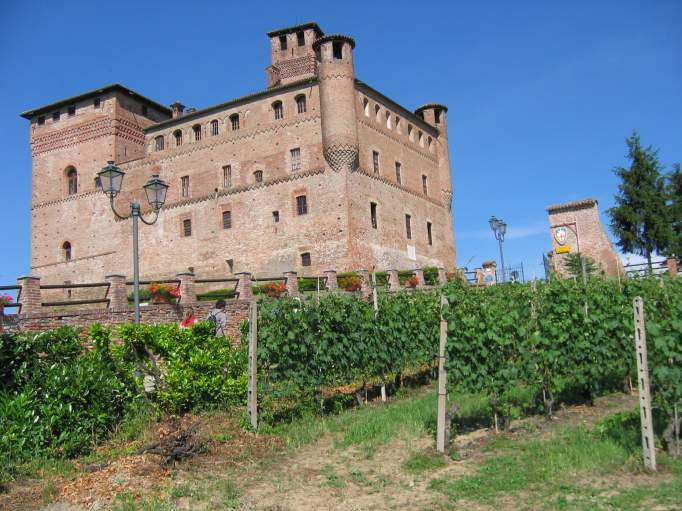
قلعة جرينثان كافور

- 'جائزة فيل الأدبية في اللغات الرومانسية' عام 2012.[29]
  - وكان مشكوكاً في أمر هذه الجائزة لإتهام الكاتب بسرقة عدة مقالات كما سبق شرحها.[30]

جائزة فيل

## أعمـــــالـه
كتب ألفريدو بريث تشنيكي العديد من الروايات الرومانسية و القصص 

### الــروايـات
- عالم من أجل خوليوس

عالم من أجل خوليوس

كتب تشنيكي روايته عالم من أجل خوليوس عام 1970.يوليوس هو الشخصية المحورية للقصة وهو فتى ذكى ومن عائلة ثرية وهو أصغر أربع أشقاء. رغم صغر سنه فإنه يجسد الإخلاص والصدق، ومن خلاله تمكنا من معرفة أسلوب الحياة بين الطبقة الأرستقراطية وعالم المهمشين. وتبدأ الرواية مع وفاة والد يوليوس بعد مرضه بالسرطان. وتركه والده فتى صغيراً وحيداً في ليما.
- مرات بيدرو الكثيرة عام 1977.

بعد سبع سنوات من كتابة عالم من أجل خوليوس، كتب بريث تشنيكي مرات بيدرو الكثيرة وتعتبر الرواية الثانية له.تعبر عن الحب. وبطل الرواية هو شاب من أصل بيروانى يُدعى بيدرو بالبوينا عاش في باريس بهدف أن يصبح كاتب وصفها الكاتب بالشخصية العصبية المدمنة على الكحول 

مرات بيدرو الكثيرة

- حياة مارتن رومانيا المترفة عام 1981

تعتبر تكمله للروايتين السابقتين تحكى عن مغامرات مارتن البيروانى أثناء زيارته لباريس لكى يصبح كاتب في الستينات. ودون هذه المغامرات في دفتر أزرق اللون.
- الرجل الذي تحدث عن أوكتافيوس قادس

حياة مارتن رومانيا المترفة

كتب تشنيكي روايته الرجل الذي تحدث عن أوكتافيوس قادس عام 1985 والتي أطلق عليها المؤلف مفكرة الملاحة في كرسى فولتاير .تعتبر الرواية الرابعة لألفريدو بريث تشنيكي وواحدة من أعظم أعماله التي نُشرت عام 1985.
تحكى عن مارتن رومانيا وهو بطل الرواية وتعتبر إستمرار لرواية اُخرى تسمى حياة مارتين رومانيا المترفة، كما أنها تُعتبر أيضاً تأكيداً لفكرة الحب بين أبطال (شخصيات) القصة مثل باقى قصصه ورواياته، أوكتافيوس قادس (هي الشخصية الرئيسية للقصة)بعد أن سمعت أن في جامعة نانتير أستاذ قليل الكلام ويعمل بجد فأرسلت لأصحاب العروض في باريس وميلانو وبرشلونة وذلك لتحضر دروسه وتصبح واحدة من طلاب مارتن رومانيا. تتزايد قصة الحب ويدونها مارتن في دفترة الأزرق كمغامرة جديدة. بالنسبة لبريث تشنيكي يعتبر ما هو هزلى هو أكثر من إستغلال الموارد بذكاء، بل هو موقف إنسانى مرح -ولكن ليس سطحياً - لمعرفة حقيقة واقعة.
- الخطوة الأخيرة لفيليب كاريو عام 1988

بطل الرواية هو فيليب كاريو وهو مهندس مشهور ورحالة في كل البلاد، وقد أدت تحركاته إلى أن يعيش في باريس ومدريد وروما وفي كل بلد كان يأمل أن يجد الحب الذي يبحث عنه.
- سيدتان يتحدثان

كتب تشنيكي روايته سيدتان يتحدثان عام 1990. ويتحدث فيها عن السيدات في عائلته قديماً مثل إستيلا وكارميلا ويتحدث أيضاً عن الخير والشر في شبابه في ليما، كان أطفال الموظفين لا يُسمح لهم بالذهاب إلى الجامعات.
- لا أتوقع في أبريل عام 1995

هو الكتاب الذي يمكن تفسيره للوهلة الأولى أنه كتاب للمراهقين، ولكن لو كان القارئ لديه خلفية عن أسلوب بريث يعرف أنه أبعد ما يكون عن ذلك.
هي رواية عاطفية يحرك فيها الكاتب تيار من المشاعر مع شخصياته التي تمس على الفور قلب القارئ.
على حد تعبير الكاتب إدواردو مندوزا الإسباني:-
((الرواية تستحق القراءة ليس فقط لكونها تتميز بالشفافية والمرح ولكن لأنها تقدم أيضاً قصة بسيطة ويحكى فيها بريث تشنيكي ذكرياته بطريقة غريبة))
- مجرم الليلة عام 1997

في هذه الرواية يعرض للقارئ تجارب جوتيريز ماكس وهو أستاذ يعانى من الأرق ولا يجد له علاج .ومشكلته هي أنه يتعامل مع طبيب محترف جداً ولكن ليس لديه رحمة في معاملته لذلك وجد نفسه يحاول الوصول لعلاج وحيداً
- التهاب اللوزتين عند طرزان

كتب تشنيكي روايته التهاب اللوزتين عند طرزان عام 1999. وتتناول قصة حب بين الشخصيتين الرئيسيتين. وهذه القصة أثرت في العالم كله وخصوصاً العالم الإسباني. أحداث القصة تدور في عدة أماكن باريس والمكسيك وتشيلى وبيرو...)
- في حديقة حبيبتى عام 2002

إلتهاب اللوزتين عند طرزان

هي رواية كوميدية رومانسية مشهورة جداً وحصل بها على جائزة الكوكب. تعرضت الرواية للكثير من النقد على أنها ذات جمل طويلة جداً كأن الكاتب يستعرض الحصيلة اللغوية لديه.
- أعمال مانتشو مارامبيو سيئة السمعة عام 2007.

تحكى عن محام ناجح بعد تقاعده المبكر قرر الإستقرار في برشلونة حيث يعيش أقرب الأصدقاء له بونافنتور. وقع في أزمة إدمان الكحول وأخذه إلى المصحة حيث تحمل أسواء معاملة.طور بريث هذه القصة المأسوية إلى قصة هزلية مع النكتة في كل جملة تقريباً.
- اَعطى له الألم على الحزن عام 2012

في هذه الرواية عاد بريث ثانية إلى العاطفة والحميمية ولكن في جو من الفكاهة والسخرية

### القصـــص
كتب بريث تشنيكي الكثير من القصص وهي

#### البستـان المغـلــق
- نشر ألفريدو بريث تشنيكي قصة البستان المغلق عام 1968، هو الكتاب الأول من القصص التي كتبها ألفريدو وبدأ بها عمله ككاتب.[43] وتتناول الرواية 12 قصة، تحكى عن جوانب متعددة من حياته. على الرغم من أن العمل ليس عالي الجودة إلا أنه أعطانا لمحة عن جوانب شخصية الكاتب بريث مثل الخجل مع النظرة العميقة للعالم وصعوبة التعامل مع الآخرين وأيضاً الحب والصداقة. كما يستخدم الكاتب روح الدعابة والسخرية كسائر أعماله.في نفس العام الذي فاز فيه الشاعر انطونيو ثيسنيروس جائزة كاسا دى لاس أمريكانس في الشعر عن عمله الاحتفالية ضد آكل النمل فاز بها ألفريدو في الرواية عن قصة البستان المغلق عام[44] 1968. بطل القصة يسمى مانولو وهو بطل باقى القصص أيضاً، لا تسير القصة بالترتيب الزمنى بمعنى أنه في قصة اثنين من الهنود كان لمانولو 22 عام وفي قصة أخرى لديه 11 عاماً، مواضيع القصص هي الحب والحنان والصداقة ممزوجة بالفكاهة والسخرية الخفيفة ويحتوى على 12 قصة:[45]

البستان المغلق

| - اثنين من الهنود - مع جيمي في باراكاس - الطريق من هنا - تجارته الأفضل - الملاحظات النائمة على الجبال - صديق لديه 44 عام | - الملك هو أنا - اكتشاف أمريكا - الأم والابن والرسام - الرجل والسينما والترام - متعة غريبة - يداً واحدة على الجبال |  |

#### الأعمـــــال القصصيــة الأخـــرى
| سنة النشر | الأعمال القصصية |
| --------- | --- |
| 1974      | السعادة ها ها ها عنوان القصة هو (السعادة هاهاها والجامعة) يشير إلى أن هناك علاقة واضحة وصريحة بين السعادة بكل ماتحتوية الكلمة من معنى وبين المعرفة التي تُعطيها لنا الجامعة. من خلال هذا الإستنتاج وهذا العنوان يحاول المؤلف تشجيع طلاب الجامعات على التفكير النقدى وبذلك يسعى إلى تعريف جديد للسعادة، حيث يسعى لتحقيق هذا التعريف عن طريق التعلم والبحث ، ليس فقط من خلال ما نحصل عليه من الكتب ولكن من دروس الحياة التي يتم إكتسابها عن طريق التفاعل والحياة الإجتماعية والتي في النهاية تتمثل في الحياة الجامعية. مضمون هذه القصة في أن آنا ليديا فيغا تملك كل شئ يحيط بمفهوم الجامعة من الناحية الثقافية والإجتماعية والسياسية والدينية والأخلاقية وكيف أثر ذلك في تحقيق السعادة لديها. |
| 1979      | جميع القصص، موسكا أزول، ليما |
| 1986      | ماغدالينا البيروانية وحكايات أخرى |
| 1987      | جويج وتظهر في هذه القصة كتابته الطبيعية التي تتسم بالتلقائية، تحكى عن حياة كلب (وهو الرواى للقصة) مع الفكاهة، بالإشتراك مع الكاتبة السلفادورية آنا ماريا دوينياس والرسام سونيا برموديز. وهي قصة للأطفال. |
| 1995      | قصص كاملة واحدة من الأنواع المفضلة لدى الكاتب البيروانى، جمع فيها الكثير من القصص مثل(المسافر السعيد، أنطونيو الأخ، الوقت والتراجع، سيناترا والبنفسج للفراء الخاص بك)، وذلك يدل على أن موهبة بريث تشنيكي لا تقتصر على نوع أدبى واحد. |
| 1999      | دليل باريس الحزين تم نشرها بعد رواية التهاب اللوزتين عند طرزان، شذرات مثل هذا العمل لا تخبرنا الكثير عن حياة بريث تشنيكي بل أيضاً عن اختياره للمواضيع التي تتكرر في كل عمل ولكن مع أشكال مختلفة توضح هدفه من فن الكتابة. |
| 2009      | زوجة ملك المنحنيات من نوع السرد القصصى. |

### نصـــوص الســـيرة الذاتيــــة
- الطيران المغلف عام هي عبارة عن مغامرة في الأساطير الثقافية لأمريكا اللاتينية [47] 1977.
- سجلات شخصية سميت بالطبعة الموُسعة من الطيران المغلف في صحيفة أنجراما في برشلونة عام 1987.
- السماح للحياة [45]

واحدة مما جمعه بريث تشنيكي تحت مصطلح ضد الذكريات1  عام 1993 .
- إثنتا عشر رسالة إلى اثنين من الأصدقاء عام 2003.[52]
- السماح بالشعور عام 2005[53]

مما جمعه بريث تشنيكي تحت مسمى ضد الذكريات.

#### الذكريــــــات
هذا الكتاب يحتوي على مجموعة من الأحداث التي تُشكل ذكريات سعيدة للمؤلف. يتحدث فيها الكاتب عن عودته لبيرو ويعتبر جزء صعب جداً من حيث الكتابة.ويحتوى على نصين من نصوص السيرة الذاتية .
السماح بالشعور عام 2005.
السماح للحياة.

### مقـــــالات
- في السراء والضراء

عام 1996 جمع عمله الصحفى الذي أمتد على مدى عقد من الزمان في هذا الكتاب. أخذ هذا المقال الصحفى الجديد يثير إعجاب زمنه لأنه خالف كل التوقعات، لأن الموضوعية الذاتية الكاملة التي يمارسها المؤلف تعتبر جزء أساسي في هذا العمل.
- قصة شخصية من كتبي2000نُشرت بواسطة صندوق الثقافة للنشر البيروانى في ليما.
- 2002 نشر السجلات المفقودة _ مقالات _دراسات _خطابات عامة منشورة في مختلف وسائل الإعلام ما بين عامى 1972 و 1997 في صحيفة أنجرامافي برشلونة.
- 2004 نشر صندوق الثقافة للنشر بليما مقالات مثل مقابلات مختارة _اختيار_ مقدمة_ملاحظات خورخى كواجيلا.
- في عام 2005 كتب بين الحب والوحدة وهذا الكتاب مُقسم إلى 4 أجزاء مسبوقين بتمهيد يحتوى على النصوص العشر التالية:-

1. الوحدة I : نحن والآخر -السيدة X- الخلوة المعاصرة والقديمة لا تُلائم.
2. الإكتئابII : الدخان والألم والضحك (الاكتئاب المزمن).
3. السعادة III : سعادتنا كل يوم.
4. الحب IV : ومنقسم إلى 3 حكايات الحب حزن على الإطلاق و4 مواسم للحب والحزن والحب شباب والمحبين مُتأخرين.

## انظـــر أيضًا
- الأدب البيروانى
- فرناندو أرابال
- خوان بيورو
- فرناندو دى روخاس
- مارثيلا سيرانو
- أنطونيو بويرو باييخو
- خوسيه مارمول
- إنريكي خاردييل بونثلا
- خوان ليون ميرا
- خوان أرياس
- خوان كارلوس أونيتي

## مصــادر
1. ↑  Brockhaus Enzyklopädie | Alfredo Bryce Echenique (بالألمانية), OL:19088695W, QID:Q237227
2. ↑  "Premio Planeta Ganadores" (بالإسبانية).
3. 1 2  "Un mundo para Julius" (بالإسبانية). Biografías y Vidas. Archived from the original on 2018-04-02.
4. 1 2  "مكان وتاريخ ولادة ألفريدو". مؤرشف من الأصل في 2017-12-09.
5. ↑  "تعلييم ألفريدو وجزء من حياته". مؤرشف من الأصل في 2018-10-01.
6. ↑  "عمله السماح بالشعور". مؤرشف من الأصل في 2017-12-09.
7. ↑  "التعريف بوالدى ألفريدو". مؤرشف من الأصل في 2017-12-09.
8. ↑  "سفره إلى فرنسا ونتيجة منحته الدراسية". مؤرشف من الأصل في 2017-12-09.
9. ↑  "أحداث بيرو عام 1999". مؤرشف من الأصل في 2018-09-27.
10. ↑  "سرقة المقــــالات". مؤرشف من الأصل في 01 مارس 2014. اطلع عليه بتاريخ أكتوبر 2020. {{استشهاد ويب}}: تحقق من التاريخ في: |تاريخ الوصول= (مساعدة)
11. ↑  "إعتراف ألفريدو بالسرقة". مؤرشف من الأصل في 2013-01-07.
12. ↑  "إعلان ألفريدو للصحافة بعد إتهامه". مؤرشف من الأصل في 06 فبراير 2013. اطلع عليه بتاريخ أكتوبر 2020. {{استشهاد ويب}}: تحقق من التاريخ في: |تاريخ الوصول= (مساعدة)
13. ↑  "نفى ما أعلنه ألفريدو". مؤرشف من الأصل في 2013-01-07.
14. ↑  "تضامن الكتاب مع ألفريدو". مؤرشف من الأصل في 11 يناير 2013. اطلع عليه بتاريخ أكتوبر 2020. {{استشهاد ويب}}: تحقق من التاريخ في: |تاريخ الوصول= (مساعدة)
15. ↑  "تضامن خورخى فولبى مع ألفريدو". مؤرشف من الأصل في 2018-04-02.
16. ↑  "أعطى له الألم والحزن". مؤرشف من الأصل في 2018-07-09.
17. ↑  "أشهر 10 كتب على مستوى العالم". مؤرشف من الأصل في 2013-06-01.
18. 1 2  "أعمال مانتشو مارامبيو سيئة السمعة". مؤرشف من الأصل في 2018-10-07.
19. ↑  "أسلوب بريث وأسلوب خوليو". مؤرشف من الأصل في 2018-07-09.
20. ↑  "الرواية عند تشنيكي". مؤرشف من الأصل في 2018-10-01.
21. ↑  "العواطف عند تشنيكي". مؤرشف من الأصل في 2012-10-07.
22. ↑  "جائزة كاسا دى لاس أمريكانس". مؤرشف من الأصل في 2017-02-22.
23. ↑  "الجائزة الوطنية للآداب". مؤرشف من الأصل في 10 مايو 2008. اطلع عليه بتاريخ أكتوبر 2020. {{استشهاد ويب}}: تحقق من التاريخ في: |تاريخ الوصول= (مساعدة)
24. ↑  "جائزة أفضل رواية أجنبية في فرنسا". مؤرشف من الأصل في 2018-04-03.
25. ↑  "وسام شمس بيرو". مؤرشف من الأصل في 2015-02-21.
26. ↑  de Narrativa "الجائزة الوطنية للرواية". مؤرشف من الأصل في 2017-09-11. {{استشهاد ويب}}: تحقق من قيمة |مسار أرشيف= (مساعدة)
27. ↑  "جائزة الكوكب". مؤرشف من الأصل في 2019-05-12.
28. ↑  Cavour "جائزة جرينثانى كافور". مؤرشف من الأصل في 2017-09-11. {{استشهاد ويب}}: تحقق من قيمة |مسار أرشيف= (مساعدة)
29. ↑  "جائزة فيل الأدبية في اللغات الرومانسية". مؤرشف من الأصل في 2014-03-03.
30. ↑  "الأتهام في قضية السرقة الأدبية". مؤرشف من الأصل في 2018-08-13.
31. ↑  "أعمال ألفريدو بريث". مؤرشف من الأصل في 2018-09-28.
32. ↑  "عالم من أجل خوليوس". مؤرشف من الأصل في 2017-07-23.
33. ↑  "مرات بيدرو الكثيرة". مؤرشف من الأصل في 2018-04-03.
34. ↑  "حياة مارتن رومانيا المترفة". مؤرشف من الأصل في 2018-04-03.
35. ↑  "الخطوة الأخيرة لفليب كاريو". مؤرشف من الأصل في 2015-07-07.
36. ↑  "سيدتان يتحدثان". مؤرشف من الأصل في 2016-03-06.
37. ↑  "لاأتوقع في أبريل". مؤرشف من الأصل في 2018-04-02.
38. ↑  "مجرم الليلة". مؤرشف من الأصل في 2018-04-03.
39. ↑  "أحداث قصة إلتهاب اللوزتين عند طرزان". مؤرشف من الأصل في 2018-08-13.
40. ↑  "في حديقة حبيبتى". مؤرشف من الأصل في 2018-04-02.
41. ↑  "اعطى له الألم على الحزن". مؤرشف من الأصل في 24 مارس 2013. اطلع عليه بتاريخ أكتوبر 2020. {{استشهاد ويب}}: تحقق من التاريخ في: |تاريخ الوصول= (مساعدة)
42. ↑  "قصص ألفريدوبريث". مؤرشف من الأصل في 2018-07-15.
43. ↑  "تفاصيل عن البستان المغلق". مؤرشف من الأصل في 2018-06-18.
44. ↑  "فوزه بجائزة كاسا دى لاس أمريكانس". مؤرشف من الأصل في 2018-06-18.
45. 1 2  "نص السماح للحياة". مؤرشف من الأصل في 2016-03-06.
46. ↑  "السعادة ها ها ها". مؤرشف من الأصل في 2018-04-02.
47. 1 2  "جويج وأعمال آخرى". مؤرشف من الأصل في 2014-06-22.
48. ↑  "قصص كاملة". مؤرشف من الأصل في 2014-06-22.
49. ↑  "دليل باريس الحزين". مؤرشف من الأصل في 2012-07-21.
50. ↑  "زوجة ملك المنحنيات". مؤرشف من الأصل في 2018-07-08.
51. ↑  "ضدالذكريات". مؤرشف من الأصل في 2018-07-09.
52. ↑  "إثنا عشر رسالة إلى إثنين من الأصدقاء". مؤرشف من الأصل في 2018-04-03.
53. ↑  "السماح بالشعور". مؤرشف من الأصل في 2018-04-02.
54. ↑  "مقالة في السراء والضراء". مؤرشف من الأصل في 2018-04-02.

## وصلات خارجية
- ألفريدو بريث تشنيكي على موقع الموسوعة البريطانية (الإنجليزية)
- الأدب الإسبانى
- العربية
- في الأدب الأسباني[وصلة مكسورة]
- أسماء الكتاب البيروانيين